# 讹勃啰
讹勃啰，西夏官员，夏崇宗时军事首领，党项族。
讹勃啰担任监军。永安二年（1099年）七月，讹勃啰幸命巡边，听说赤羊川首领赏罗讹乞想要归降宋朝，并得到北宋知环州种朴率兵迎接。于是他率千余骑追击赏罗讹乞，被种朴所败，宋军俘虏他和泪丁讹遇，解入宋境。示意种朴，请召其家属及所部也来投奔宋朝，并劝谕泪丁讹遇降宋。